# 納希切萬蘇維埃社會主義自治共和國
納希切萬蘇維埃社會主義自治共和國是蘇聯的一個自治共和國，纳希切万苏维埃社会主义自治共和国成立於1921年。在蘇聯解體之後，納希切萬蘇維埃社會主義自治共和國成為阿塞拜疆的飛地納希切萬自治共和國。

## 外部連結
- Great Soviet Encyclopedia article （页面存档备份，存于）
- Nakhichevan (Naxcivan) （页面存档备份，存于）